# Challenger de Tulln an der Donau 2021
El torneo NÖ Open 2021 fue un torneo profesional de tenis. Perteneció al ATP Challenger Tour 2021. Se disputó en su 1ª edición sobre superficie tierra batida, en Tulln an der Donau, Austria entre el 06 al el 12 de septiembre de 2021.

## Jugadores participantes del cuadro de individuales
| Favorito | País                            | Jugador          | Rank1 | Posición en el torneo |
| -------- | ------------------------------- | ---------------- | ----- | --------------------- |
| 1        | Bandera de Italia               | Marco Cecchinato | 81    | Primera ronda         |
| 2        | Bandera de República Checa      | Jiří Veselý      | 90    | Semifinales           |
| 3        | Bandera de Brasil               | Thiago Monteiro  | 93    | Cuartos de final      |
| 4        | Bandera de Polonia              | Kamil Majchrzak  | 114   | Semifinales           |
| 5        | Bandera de Eslovaquia           | Jozef Kovalík    | 118   | Segunda ronda         |
| 6        | Bandera de Bosnia y Herzegovina | Damir Džumhur    | 120   | Primera ronda         |
| 7        | Bandera de Austria              | Dennis Novak     | 125   | Cuartos de final      |
| 8        | Bandera de Francia              | Hugo Gaston      | 127   | FINAL                 |

- 1 Se ha tomado en cuenta el ranking del 30 de agosto de 2021.

### Otros participantes
Los siguientes jugadores recibieron una invitación (wild card), por lo tanto ingresan directamente al cuadro principal (WC):
- Gerald Melzer
- Filip Misolic
- Lukas Neumayer

Los siguientes jugadores ingresan al cuadro principal tras disputar el cuadro clasificatorio (Q):
- Benjamin Hassan
- Uladzimir Ignatik
- Matteo Martineau
- Neil Oberleitner

## Campeones

### Individual Masculino
- Mats Moraing derrotó en la final a  Hugo Gaston, 6–2, 6–1

### Dobles Masculino
- Dustin Brown /  Andrea Vavassori derrotaron en la final a  Rafael Matos /  Felipe Meligeni Alves, 7–6(5), 6–1